# کتاب رکوردهای مالزی
کتاب رکوردهای مالزی (انگلیسی: The Malaysia Book of Records) (یا ام بی آر) یک پروژه مالزیایی برای انتشار رکوردهایی است که توسط مالزیایی‌ها ثبت یا شکسته شده‌است. این پروژه مکمل کارزار 'مالزی بوله' (به انگلیسی، مالزی می‌تواند)، نخست‌وزیر تون دکتر مهاتیر محمد است. همانند کتاب رکوردهای جهانی گینس، هر ساله کتابی منتشر می‌شود که رکوردها را فهرست بندی کرده‌است. 